# Rhodésie du Nord
Pour les articles homonymes, voir Rhodésie.
1911–1953
1963–1964
Entités précédentes :
- Rhodésie du Nord-Ouest
- Rhodésie du Nord-Est

Entités suivantes :
- Fédération de Rhodésie et du Nyassaland
- Zambie

La Rhodésie du Nord, en anglais Northern Rhodesia, est un territoire d’Afrique australe, issu de la fusion entre la Rhodésie du Nord-Ouest et la Rhodésie du Nord-Est, formé en 1911 et administré sous charte royale par la British South Africa Company jusqu’en 1924, puis comme protectorat par le gouvernement du Royaume-Uni jusqu'à son indépendance en 1964 pour devenir l'actuelle Zambie.

## Histoire

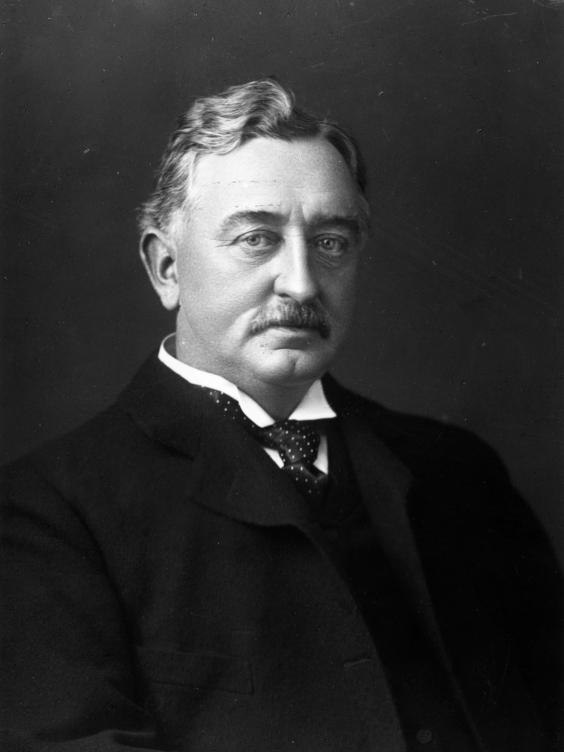
Cecil Rhodes.

Le nom de Rhodésie vient de Cecil Rhodes, principal artisan de l’expansion européenne au nord du Limpopo. Rhodes, qui avait fait fortune dans l’extraction de minerai et dont l’ambition était d’étendre l’influence de l’Empire britannique du Cap au Caire, fonda des colonies sur le territoire de la future Rhodésie du Sud et finança des expéditions visant à annexer les terres situées au nord du Zambèze à la couronne britannique.
Il signa un traité avec Lewanika, roi des Barotse en 1890. L’année suivante, le gouvernement britannique plaça le Barotseland ainsi que les terres à l’ouest Nyasaland et au sud du Katanga et du lac Tanganyika, alors globalement désigné sous le nom de Zambézie du Nord sous la charte de la BSAC, comme deux entités séparées (Rhodésie du Nord-Ouest et Rhodésie du Nord-Est). La BSAC les fusionna sous le nom de Rhodésie du Nord en 1911.

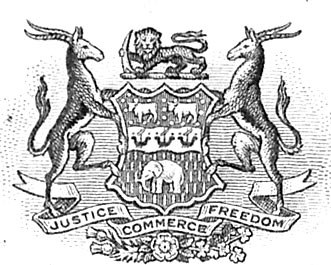
Armoiries de la British South Africa Company.

De 1904 à 1909, la BSAC avait rallongé la ligne de chemin de fer de Bulawayo jusqu’au Congo belge en passant par Livingstone pour desservir les mines de Kabwe et du Katanga, mais la compagnie n’avait pas encore pris conscience de la richesse de la ceinture de cuivre et voyait avant tout la Rhodésie du Nord comme une réserve de main d’œuvre à laquelle la Rhodésie du Sud pouvait faire appel en cas de besoin. Peu de blancs s’y établirent, contrairement à son voisin du sud. En 1916, la BSAC tenta d’unifier les deux territoires, mais se heurta à l’opposition des colons du sud qui ne se réjouissaient guère à l’idée de prendre en charge une vaste région très peu développée.

### Protectorat
À la suite d’un jugement du Privy Council, selon lequel les terres de Rhodésie du Sud appartenaient à la couronne britannique, ses colons demandèrent et obtinrent un gouvernement responsable en 1923. La BSAC se retrouva dans une situation délicate car elle avait toujours pensé être propriétaire des terres des deux Rhodésie, et il n’y avait guère de raison que la Cour traite la Rhodésie du Nord différemment du sud. Elle parvint néanmoins à entrer en négociation directe avec le gouvernement du Royaume-Uni. Elle obtint gain de cause, et la Rhodésie du Nord devint un protectorat administré par l’Office colonial tandis que la BSAC conservait de larges portions de territoire ainsi que le droit d’exploiter ses ressources minières. Le 1er avril 1924, Herbert Stanley fut nommé gouverneur. La capitale fut d’abord sise à Livingstone avant d’être transférée à Lusaka.

### Seconde Guerre mondiale
En janvier 1936, les membres du parlement de Rhodésie du Nord rencontrèrent les représentants des partis de Rhodésie du Sud pour discuter d’une fusion des deux entités. Le gouvernement britannique commença par opposer un refus, avant d’accepter d’organiser une commission royale chargée d’étudier la question. En mars 1939, la commission conclut à une acceptation sur le principe, mais rejeta l’idée d’une mise en œuvre immédiate. La population blanche de Rhodésie du Nord n’eut guère le temps de faire part de sa déception avant que la Seconde Guerre mondiale n’éclate, bouleversant la donne.
Les unités militaires nord-rhodésiennes participèrent à la Campagne d'Afrique de l'Est. Les ouvriers européens des mines de cuivre prirent conscience de leur importance stratégique et se mirent en grève, réclamant une augmentation de salaire et une prime de guerre. Craignant d’être renvoyés et remplacés par des Africains, moins bien rémunérés, ils demandèrent également un closed shop. L’accord signé avec le patronat leur donna largement gain de cause, tout en prévoyant un retour aux conditions d’origine après la guerre.

### Après-guerre
La fin de la guerre donna l’occasion à la population africaine de s’investir davantage dans les affaires de la colonie. La Fédération des sociétés africaines d’entraide vit le jour en 1946 et prit le nom de Congrès de Rhodésie du Nord en 1948, avec Godwin Lewanika à sa tête. Les années de guerre avaient vu la fondation de conseils régionaux, regroupés sous le Conseil représentatif africain. Ce dernier obtint le droit d’élire deux représentants locaux au sein du Conseil législatif de la colonie en 1948. L’année suivante, les mineurs fondèrent le premier syndicat d’ouvrier noirs.
Sous l’égide de Godwin Lewanika, le Congrès devint une véritable force politique. Harry Nkumbula lui succéda en 1952 et développa une ligne tellement radicale que de nombreux chefs locaux lui retirèrent leur confiance. Les colons, au nombre de 50 000, commencèrent à craindre une perte de pouvoir. Noirs et blancs avaient cependant également des intérêts communs, en particulier sur le plan syndical. En 1949, Roy Welensky enclencha un mouvement au Conseil législatif visant à restreindre l’influence de la British South Africa Company, avec le soutien de la population noire. La BSAC accepta de transférer 20 % de ses revenus au gouvernement, et de renoncer à tous ses droits sur les ressources minières d’ici à 1986.

### Fédération

Fédération de Rhodésie et du Nyassaland.

Toujours soucieux d’éviter une prise de pouvoir par les noirs, la population blanche remit l’idée d’une fédération avec la Rhodésie du Sud et le Nyassaland sur le tapis. Le gouvernement britannique était quant à lui favorable à une gestion plus rationnelle des restes de l’Empire britannique et de pouvoir compenser les pertes causées par des colonies déficitaires comme le Nyassaland.
Une conférence fut organisée en 1949 à Victoria Falls, avec une feuille de route à la clé. La Rhodésie du Nord accepta par référendum de joindre la fédération à sa création, en 1953.

### Dissolution de la fédération et indépendance
À la dissolution de la fédération en 1963, la Rhodésie du Nord retrouva son statut antérieur de protectorat avant de devenir indépendante sous le nom de Zambie, le 24 octobre 1964.

## Politique

### Pouvoir législatif
De la fondation en 1911 au statut de protectorat en 1924, la Rhodésie du Nord était placée sous le contrôle exclusif British South Africa Company, sans que cette dernière soit tenue de mettre en place le moindre organe représentatif de la population. Cependant, lorsque des conflits firent jour en 1918 entre la BSAC et les colons, la compagnie accepta de nommer un conseil consultatif de cinq membres.
Lorsque le territoire accéda au statut de protectorat, il se dota d’un Conseil législatif présidé par le gouverneur. Ses premiers membres étaient nommés et non élus. Les premières élections eurent lieu en 1926 et virent cinq parlementaires élus s’ajouter aux neuf premiers membres nommés. Seuls les citoyens du Royaume-Uni détenaient le droit de vote, ce qui excluait la quasi-totalité de la population noire.
Le nombre de parlementaire élus fut porté à sept en 1929 et les africains obtinrent un représentant en 1938.

### Pouvoir judiciaire
La Common law était en vigueur dans les deux Rhodésie, contrairement à l’Afrique du Sud qui appliquait le droit néerlandais. Le droit coutumier local s’appliquait dans les affaires impliquant des indigènes, dans la mesure où c’était compatible avec le régime légal en vigueur et n’aboutissait pas à un résultat contraire à la justice naturelle ou à la moralité.
La Rhodésie du Nord-Est fut dotée d’une Haute cour chargée des affaires civiles et criminelles en 1900, la Rhodésie du Nord-Ouest en 1906. Toutes deux fusionnèrent pour former la Haute cour de Rhodésie du Nord en 1911.

## Démographie
| Année | Population | Population | Population | Population |
| Année | Natifs     | Européens  | Métis      | Asiatiques |
| ----- | ---------- | ---------- | ---------- | ---------- |
| 1911  | 826 000    | 1 497      |            |            |
| 1923  | 1 000 000  | 3 750      |            |            |
| 1925  | 1 140 642  | 4 624      |            |            |
| 1931  | 1 372 235  | 13 846     |            |            |
| 1932  | 1 382 705  | 10 553     |            |            |
| 1933  | 1 371 213  | 11 278     |            |            |
| 1935  | 1 366 425  | 10 000     |            |            |
| 1940  | 1 366 641  | 15 188     |            |            |
| 1943  | -          | 18 745     |            |            |
| 1945  | 1 631 146  | 21 371     |            |            |
| 1946  | 1 634 980  | 21 919     |            |            |
| 1951  | 1 700 577  | 37 221     | 1 092      | 2 529      |
| 1954  | 2 040 000  | 60 000     | 1 400      | 4 600      |
| 1956  | 2 110 000  | 64 800     | 1 550      | 5 400      |
| 1960  | 2 340 000  | 76 000     | 2 000      | 8 000      |
| 1961  | 2 430 000  | 75 000     | 1 900      | 7 900      |
| 1963  | 3 460 000  | 74 000     | 2 300      | 8 900      |